# Flughafen Magong

i7
i11
i13
| Jahr | Flugbe- wegungen | Passagiere (in 1000) | Fracht (in t) |
| ---- | ---------------- | -------------------- | ------------- |
| 1971 | 5.848            | 348                  | 2.059         |
| 1981 | 12.033           | 867                  | 6.954         |
| 1991 | 39.758           | 1.534                | 10.681        |
| 2001 | 39.687           | 1.875                | 5.344         |
| 2007 | 33.484           | 1.692                | 7.255         |
| 2008 | 32.427           | 1.688                | 6.820         |
| 2009 | 31.821           | 1.703                | 6.898         |
| 2010 | 33.740           | 1.838                | 7.075         |
| 2011 | 35.936           | 2.010                | 7.073         |
| 2012 | 34.679           | 2.107                | 6.902         |
| 2013 | 34.641           | 2.156                | 7.308         |
| 2014 | 33.664           | 2.119                | 6.989         |
| 2015 | 34.346           | 2.078                | 6.296         |
| 2016 | 35.682           | 2.320                | 6.061         |

Der Flughafen Magong (chinesisch 馬公機場, Pinyin Mǎgōng Jīchǎng, IATA-Code: MZG, ICAO-Code: RCQC) ist ein kleiner Flughafen im Ort Magong auf den zur Republik China (Taiwan) gehörenden Penghu-Inseln (Pescadoren).

## Geschichte
Ab 1957 starteten und landeten vom Flugfeld in Magong Curtiss C-46-Transportmaschinen. Hauptsächlich wurden Militärpersonen und Frachtgut transportiert und die Flugverbindung war nur unregelmäßig. Mit dem Bau einer Abfertigungshalle wurde 1966 begonnen und am 1. August 1977 wurde der Flughafen Magong offiziell als sogenannter ‚Typ-C‘-Flughafen eröffnet. Nach und nach boten immer mehr Fluggesellschaften Linienflüge nach Magong an. Am 18. Januar 1993 erfolgte eine Statuserhöhung zum ‚Typ-B‘-Flughafen und am 18. Mai 1991 wurden die beiden anderen kleinen Flughäfen auf den Penghu-Inseln, Qimei und Wang’an der Flughafenverwaltung von Magong unterstellt. Im Jahr 1994 zählte der Flughafen 1,79 Millionen Passagiere.

## Einrichtungen
Die Abfertigungshalle umfasst eine Fläche von 44.048 m² und verfügt über drei Fluggastbrücken. Auf dem Vorfeld befinden sich neun Flugzeugparkplätze, die für Flugzeuge bis maximal von der Größe eines Airbus A320 ausgelegt sind, sowie ein Hubschrauberparkplatz. Die Anlagen zur Fluggastabfertigung können theoretisch bis zu 4,4 Millionen Passagiere abfertigen.

## Zwischenfälle
- Am 16. Februar 1986 ereignete sich ein Unfall mit Todesopfern, als eine von Taipeh kommende Boeing 737-281 der China Airlines (Luftfahrzeugkennzeichen B-1870) beim Landeanflug 19 Kilometer vom Flughafen entfernt ins Meer geflogen wurde. Während des ersten Landeversuchs war wohl ein Reifen des Bugfahrwerks geplatzt, woraufhin die Piloten durchstarteten und dabei ins Meer flogen. Dabei kamen alle 13 Flugzeuginsassen ums Leben. Die Unfallart war ein gesteuerter Flug ins Gelände (CFIT, Controlled flight into terrain) (siehe auch China-Airlines-Flug 2265).[3]

- Am 23. Juli 2014 ereignete sich der schwerwiegendste Unfall am oder in der Nähe des Flughafens, als eine von Kaohsiung kommende ATR 72-500 der TransAsia Airways (B-22810) beim Landeanflug etwa 800 Meter nordöstlich des Flughafens in ein Wohngebiet geflogen wurde. Die Unfallart war ein gesteuerter Flug ins Gelände (CFIT). Von den 58 Personen an Bord kamen 48 ums Leben (siehe TransAsia-Airways-Flug 222).[4]